# Embriologia

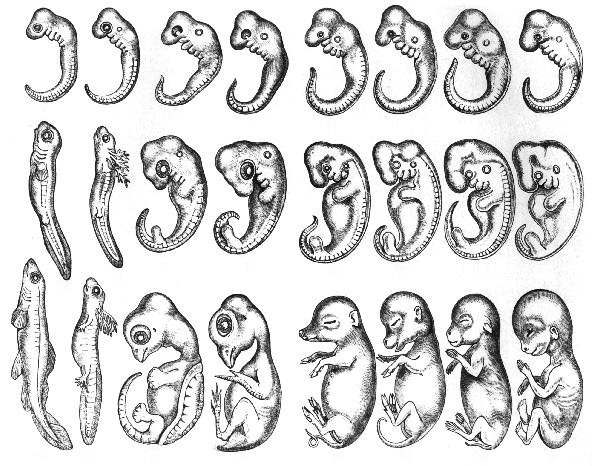
Desenvolvimento embrionário de oito espécies diferentes

Embrião de galinha

A embriologia é a especialidade da biologia que estuda a formação dos órgãos e sistemas de um animal, a partir de uma célula. Faz parte da biologia do desenvolvimento. O desenvolvimento embrionário dos animais inicia-se pela relação sexual, gerando o zigoto ou ovo, que passará por três fases sucessivamente: mórula, blástula e gástrula.

## Formação dos espermatozoides e a fecundação (no ser humano)
Os espermatozoides são formados nos testículos, sendo depois armazenados nos epidídimos, estruturas em formas de C que ficam à volta dos testículos, onde ocorre a maturação dos espermatozoides. Estes são levados pelos funículos espermáticos, e em seguida ao ducto deferente até a parte final da uretra, a fossa navicular de onde é expelido durante a ejaculação. É importante lembrar que a cada ejaculação o homem produz em média de 200 a 500 milhões de espermatozoides, sendo somente 15 por cento são perfeitos, com chances de chegar ao seu objetivo.  E desses um só consegue penetrar no ovócito II. 
Já dentro do trato genital feminino, o espermatozoide, com seu flagelo, vai ao encontro do ovócito II, por atração química. Durante esse percurso é quando acontece a capacitação, onde o espermatozoide, juntamente com substâncias genitais femininas, das quais retira algumas propriedades, o que faz com que ele seja atraído pelo ovócito II e consiga fecundá-lo.
Chegando ao encontro do gameta feminino, esse espermatozoide, cuja célula tem grande número de lisossomas, libera algumas substâncias para digerir a camada de células (teca) e a zona pelúcida, que envolve o ovócito II. É importante lembrar que essa camada é um pouco espessa, e portanto o primeiro espermatozoide a chegar nunca entra no ovócito II, mas os outros aproveitam-se do caminho feito pelos primeiros.

### Bloqueio direto
Quando o espermatozoide atinge o ovócito II, há uma despolarização química desse ovócito II, o que a enrijece e impede que outros gametas adentrem o ovócito II, o que dura aproximadamente 15 segundos, fazendo desencadear o bloqueio lento. Esse bloqueio lento é o processo pelo qual ocorre a diferenciação sexual.

### Bloqueio indireto
Dentro do ovócito II, existem algumas estruturas chamadas vesículas corticais, que "estouram" depois do bloqueio lento, liberando substâncias que tornam o ovócito II não mais atrativo ao espermatozoide.
Então depois de todo esse trajeto  e algum tempo, o ovócito II e o espermatozoide, já fundidos, passam a se chamar ovo, uma  única célula com 46 cromossomas, 23 do pai e 23 da mãe, que dará origem a um novo ser.

### Desenvolvimento
Portanto, a fecundação dá-se quando um espermatozoide fecunda um ovócito II e forma uma Célula-ovo que se divide por mitoses sucessivas em 2,4,8..16..32... células.
Atualmente há um interesse crescente em torno do desenvolvimento humano desde o período que precede o nascimento (chamado de desenvolvimento embrionário). Este é um processo contínuo que tem seu início quando um ovócito (óvulo) é fertilizado por um espermatozoide. Algumas fases se combinam e transformam o ovócito fertilizado (totipotente) em um organismo multicelular, são elas: a divisão, a migração e a morte celular junto à diferenciação, ao crescimento e ao rearranjo celular. Apesar da maioria das mudanças ocorrerem nos períodos embrionários e fetais, acontecem também muitas mudanças significativas e igualmente importantes no período posterior ao nascimento, na sequência das fases de infância, adolescência e início da fase adulta.
Com isso é fácil dizer que o desenvolvimento não termina ao nascimento, aliás se inicia com a  fertilização, pois a partir de então ocorre mudanças que vão além do crescimento, como por exemplo o desenvolvimento dos dentes e das mamas. O cérebro triplica seu peso entre o nascimento e os 16 anos de idade, contudo o desenvolvimento estará completo por volta dos 25 anos, podendo variar de indivíduo para indivíduo.
Veremos a seguir as etapas do desenvolvimento do indivíduo, dividindo-o em dois períodos: pré-natal e pós-natal.

### Período pré-natal
Ficheiro:
No quadro esquemático acima pode-se acompanhar as principais alterações ocorridas antes do nascimento. Vários estudos realizados sobre a cronologia pré-natal mostram que muitos dos avanços perceptíveis ocorrem entre a terceira e a oitava semana de gestação, ainda que se saiba que o embrião inicia todo seu desenvolvimento a partir da fertilização do ovócito. Para entender melhor este quadro esquemático, faz-se necessário conhecer as terminologias embriológicas a seguir:
- Ovócito (do latin ovum, ovo): esta célula é do tipo germinativa feminina, ou seja, se fertilizada originará novos gametas reprodutivos. O ovário é o órgão encarregado da fabricação destas células que quando estão completamente maturadas recebem a denominação de ovócito secundário ou maduro.

- Espermatozoide (do grego sperma, semente): esta célula também é do tipo germinativa masculina, tem sua produção nos testículos e é expelida durante a ejaculação.

- Zigoto: é o produto do processo de fertilização. É também um marco do início de uma nova vida, que começa neste instante.

- Idade da fertilização: popularmente conhecida como “idade gestacional”, que tem cerca de duas semanas a mais que a idade da fertilização de fato. É difícil precisar com exatidão quando a concepção (fertilização) ocorreu porque o processo não pode ser observado in vivo. Porém os médicos especialistas fazem cálculos aproximados a partir do primeiro dia do último período menstrual normal (UPMN), normalmente com informações fornecidas pela gestante, da idade do embrião ou feto, haja vista que o ovócito só é fertilizado cerca de duas semanas depois da menstruação precedente.

- Clivagem: este evento é uma sequência de divisões celulares mitóticas que o zigoto sofre, e os produtos deste processo são os blastômeros. Durante a clivagem o zigoto não sofre variação de tamanho.

- Mórula (do latin morus, amora): é o conjunto de 32 a 64 blastômeros, formado através do processo de clivagem do zigoto. Os blastômeros vão mudando sua forma e se interconectando, formando um aglomerado firme de células, assemelhando-se a uma amora, fato esse que justifica seu nome. Este estágio ocorre de 3 a 4 dias após a fertilização concomitantemente à chegada do embrião no útero.

- Blastocistos (do grego blastos, germe + kystis, vesícula): nesse estágio a mórula sofre mudanças que a converte em blastocisto. Isto ocorre imediatamente após a chegada da mórula no útero, quando a cavidade blastocística é preenchida por um líquido. Neste momento suas células se dispõem centralmente e formam o primórdio do embrião.

- Gástrula (do grego gaster, estômago): neste estágio, onde o embrião já está na terceira semana, o blastocisto se transforma em gástrula, a este processo de transformação chamamos “gastrulação”. Durante toda esta fase forma-se um disco embrionário trilaminar. Esse disco é responsável pelas 3 camadas germinativas da gástrula que se diferenciarão nos tecidos e órgãos do embrião: ectoderma, mesoderma e endoderma.

- Nêurula (do grego neuron, nervo): neste estágio o embrião se desenvolve a partir da placa neural, isto ocorre durante a terceira e a quarta semana. É o primeiro vestígio do sistema nervoso.

- Anomalias congênitas ou defeitos do nascimento: são anormalidades que acontecem durante todo o estágio de desenvolvimento do embrião, perceptíveis ao nascimento, como por exemplo uma fenda labial. Mas existe a possibilidade de não serem detectadas até a infância, e ainda mais raramente até a fase adulta, como, por exemplo, a presença de três rins.

### Gametogénese
É o processo de formação e desenvolvimento das células germinativas, os gametas, preparando-os para a fertilização. Durante a gametogênese, o número de cromossomos é reduzido para metade e a forma das células é alterada. A gametogênese masculina é chamada espermatogênese e a feminina Ovogênese.
Na espermatogênese, ainda no período fetal são formadas as espermatogônias, células diploides, que ficam nos tubos seminíferos. Ao atingir a puberdade, estas células irão começar a desenvolver-se, aumentando de número por meio de sucessivas mitoses. Após sofrerem mitoses e modificações, transformam-se em espermatócitos primários. Estas células sofrerão uma meiose reducional. Assim formam-se dois espermatócitos secundários, haploides, que sofrem uma 2° divisão meiótica que formará quatro espermatidíos haploides. Esses espermatidíos sofrerão a espermiogênese, um processo de maturação das espermatidíos até se transformarem em espermatozoides. Todo o processo da espermatogênese é sustentado pelas células de Sertoli, que revestem o túbulo seminífero, nutrindo os espermatidíos.
A ovogênese é mais complicada. Consiste, muito resumidamente, na transformação das ovogônias em ovócitos maduros. Antes de nascer, no período fetal, as ovogônias, células diploides, começam a proliferar-se por divisões mitóticas. Ainda no período fetal, as ovogônias desenvolvem-se e formam os ovócitos primários (ovócito I), que consistem em células esféricas cobertas pela zona pelúcida e por um folículo primordial, células do tecido conjuntivo achatadas. Na puberdade este folículo primordial cresce, e o ovócito primário também. As células foliculares sofrem modificações até formarem o Folículo Primário. Depois com a formação de mais camadas foliculares, forma-se o folículo secundário. E assim o desenvolvimento destas células fica parado na prófase da Meiose I (estágio de dictióteno), que seria até mais ou menos os 11 anos.
- A meiose feminina só é completada após a fecundação.

- Acredita-se que uma substância conhecida como Inibidor da maturação do ovócito (OMI), age mantendo estacionado o processo meiótico (dictióteno).

- Durante a puberdade o folículo amadurece e ocorre a ovulação (ou ovocitação).

Após o nascimento , não se forma mais nenhum ovócito I. Ou seja, a mulher nasce com um número certo de células reprodutoras, enquanto o homem têm uma contínua produção de espermatócitos, pois o ciclo mitótico e meiótico é constante nos homens.
Assim os ovócitos I permanecem em repouso nos folículos ovarianos até a puberdade (em prófase, no dictióteno). O ovócito I aumenta de tamanho na maturação imediatamente antes da ovulação.
É nos túbulos seminíferos, que são produzidos os espermatozoides. Dentro deles encontra-se o epitélio germinativo, que são células que se diferenciam para formar o espermatozoide.

### Galeria

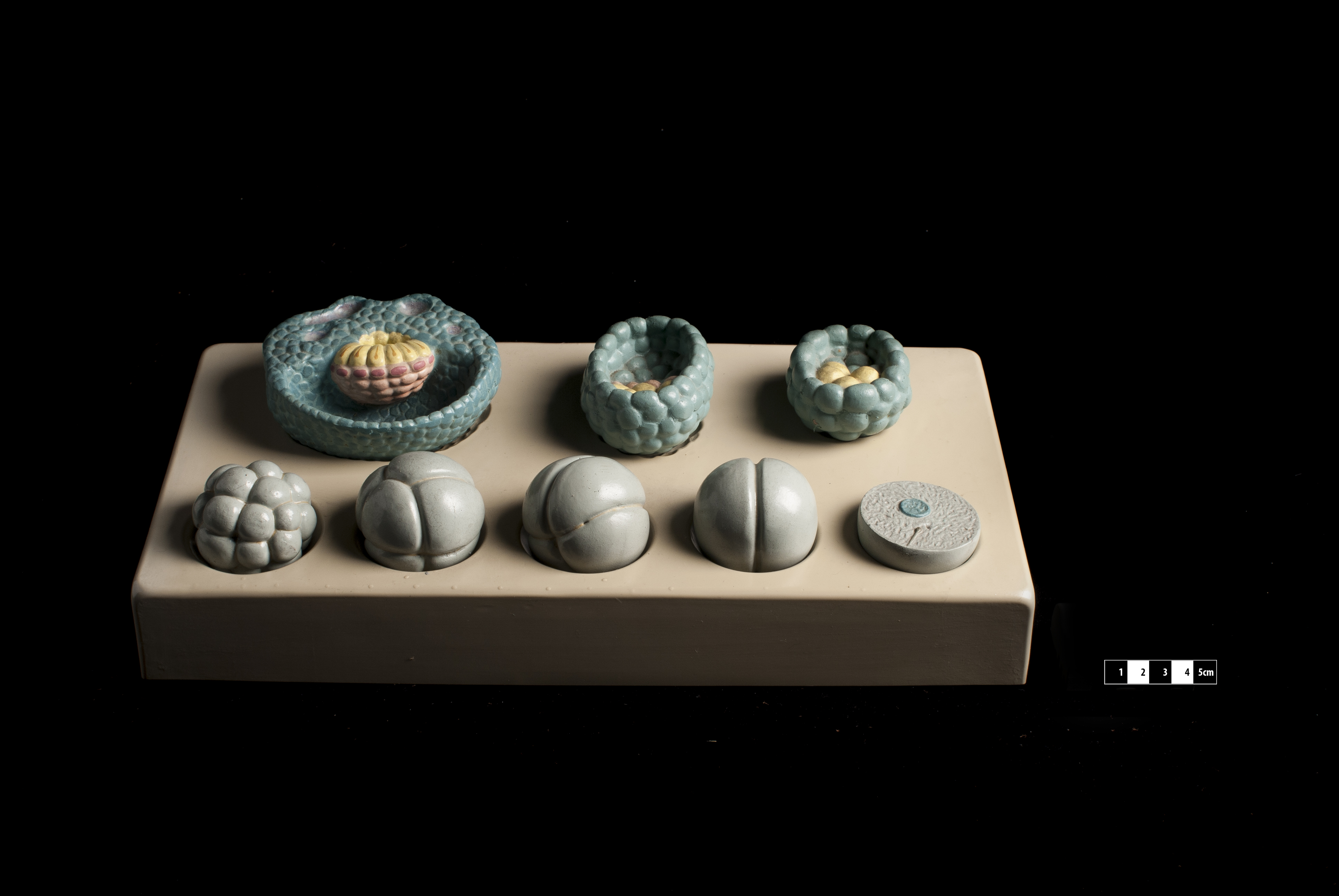
Representação de diferentes fases do desenvolvimento embrionário. Peça  em exposição no MAV/USP
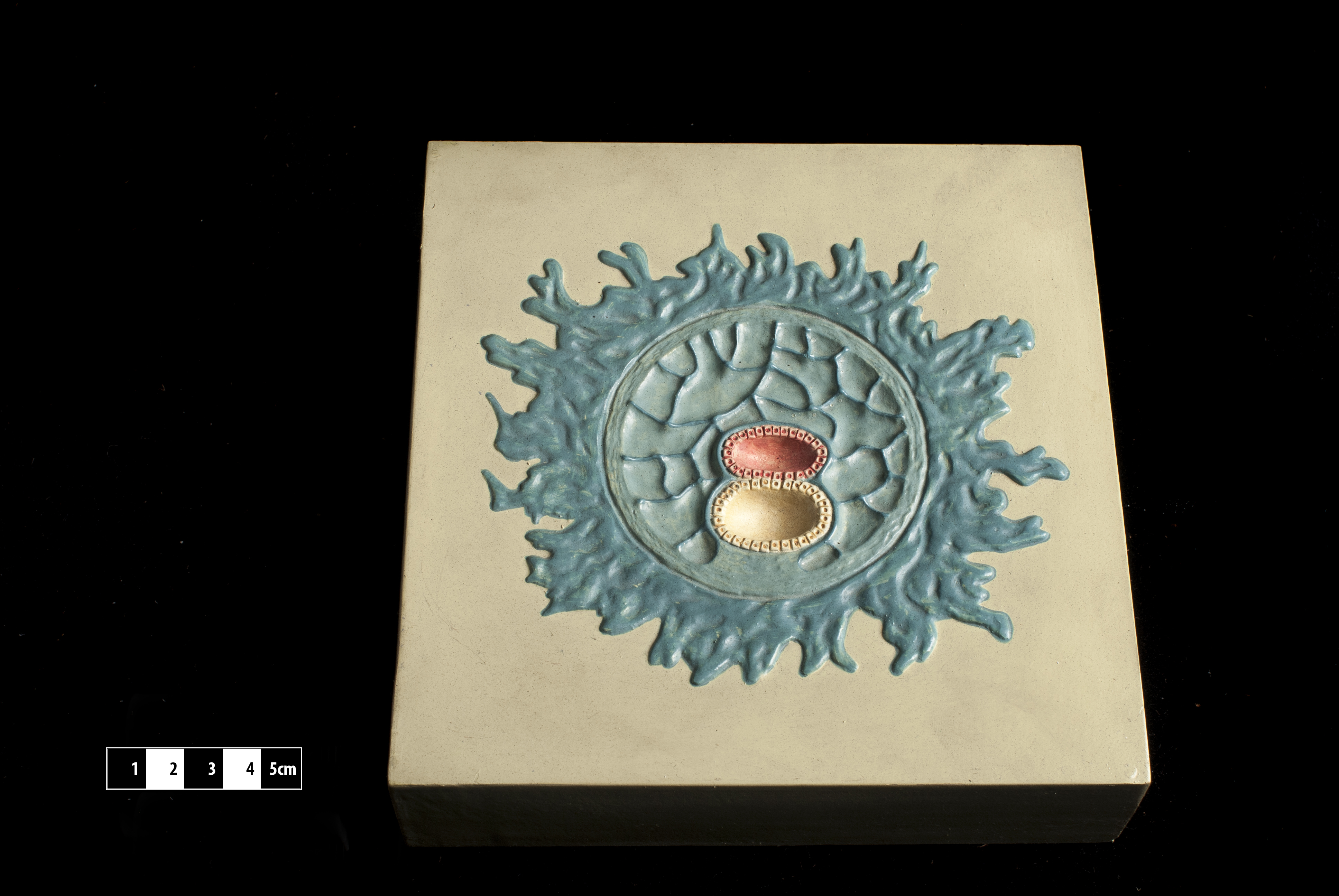
Início da fase do processo de gastrulação. Peça  em exposição no MAV/USP
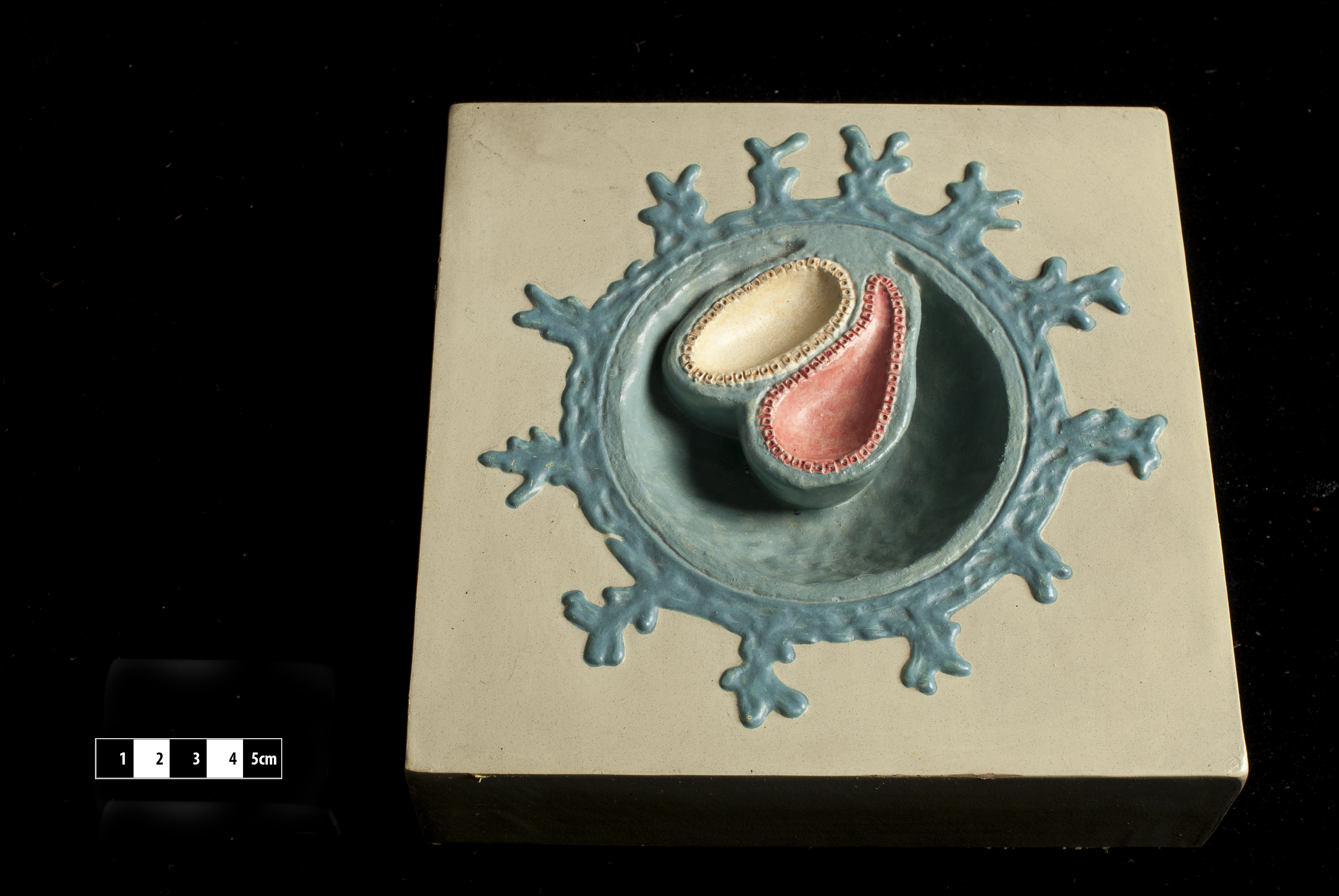
Fase do processo de gastrulação. Peça  em exposição no MAV/USP
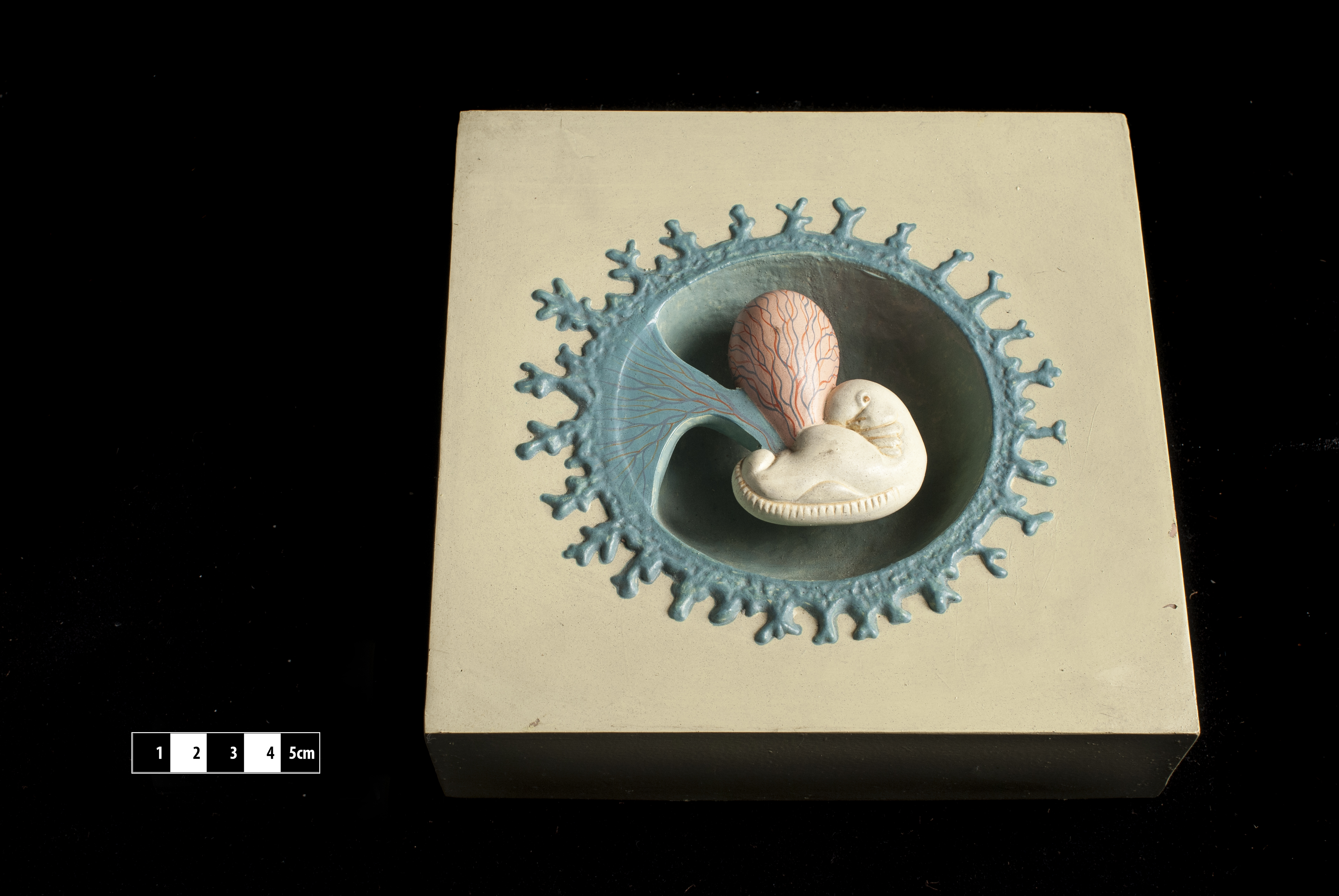
Início da forma do embrião. Peça  em exposição no MAV/USP
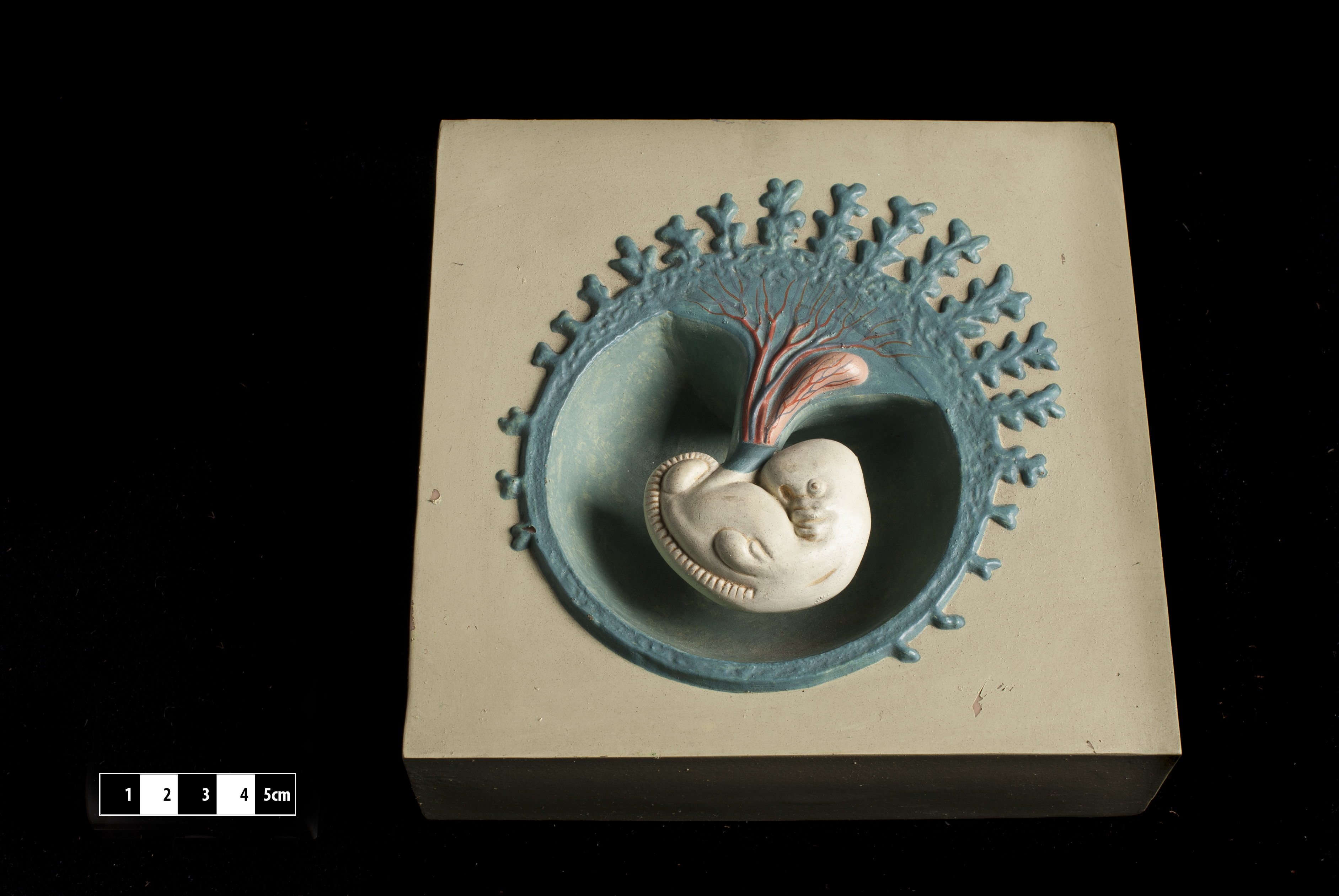
Estabelecimento da forma do embrião. Peça  em exposição no MAV/USP